# 奥明方村立畑佐小学校
奥明方村立畑佐小学校 （おくみょうがたそんりつ はたさしょうがっこう）は、かつて岐阜県郡上郡奥明方村（現・郡上市）に存在した公立小学校。

## 概要
- 現在の郡上市明宝畑佐が校区の小学校であった。1950年、奥住小学校に統合され、廃校。
- 廃校後、校舎は明方中学校畑佐分校→畑佐中学校→奥明方中学校畑佐分教室として、1962年まで使用された。

## 沿革
- 1896年（明治29年）
  - 4月26日 - 畑佐村が奥住尋常小学校から離脱。畑佐尋常小学校が開校する。西光寺[注釈 2]を仮校舎とする。
  - 12月 - 補習科を設置。
- 1897年（明治30年）
  - 4月1日 - 大谷村、寒水村、気良村、小川村、奥住村、畑佐村、二間手村 と合併し奥明方村が発足。
  - 9月 - 新築移転。
- 1905年（明治38年）11月 - 実業補習学校を併設する。
- 1909年（明治42年） - 奥明方尋常高等小学校に統合され、奥明方尋常高等小学校畑佐分校となる。尋常科1～5年生を収容する。
- 1910年（明治43年）3月 - 校舎を増築する。
- 1916年（大正5年）4月 - 独立し、奥明方第二尋常小学校に改称する。
- 1924年（大正13年）5月 - 高等科を設置。
- 1941年（昭和16年）4月1日 - 奥明方第二国民学校に改称する。
- 1947年（昭和22年）4月1日 - 奥明方村立畑佐小学校に改称する。
- 1950年（昭和25年）3月 - 奥住小学校に統合され、廃校。